# Athyrium gurungae
Athyrium gurungae är en majbräkenväxtart som beskrevs av Fraser-jenk. Athyrium gurungae ingår i släktet Athyrium och familjen Athyriaceae. Inga underarter finns listade.